# دنیس پارکر
دنیس پارکر (انگلیسی: Denise Parker؛ زادهٔ december ۱۲, ۱۹۷۳ (۵۱ سال)) ورزشکار تیراندازی با کمان اهل ایالات متحده آمریکا است.
وی در مسابقات کشوری و بین‌المللی در مجموع برندهٔ ۵ مدال طلا، ۱ مدال برنز شده‌است.